# 代萊尼鄉 (康斯坦察縣)
44°6′0″N 28°1′0″E / 44.10000°N 28.01667°E
代萊尼鄉（羅馬尼亞語：Comuna Deleni, Constanța），是羅馬尼亞的鄉份，位於該國西南部，由康斯坦察縣負責管轄，面積179平方公里，海拔高度136米，2007年人口2,428，人口密度每平方公里14人。